# Варанж
Вара́нж (фр. Varanges) — коммуна во Франции, находится в регионе Бургундия. Департамент коммуны — Кот-д’Ор. Входит в состав кантона Женли. Округ коммуны — Дижон.
Код INSEE коммуны — 21656.

## Население
Население коммуны на 2010 год составляло 778 человек.
| 1962 | 1968 | 1975 | 1982 | 1990 | 1999 | 2010 |
| ---- | ---- | ---- | ---- | ---- | ---- | ---- |
| 399  | 384  | 447  | 568  | 572  | 662  | 778  |

## Экономика
В 2010 году среди 513 человек трудоспособного возраста (15—64 лет) 396 были экономически активными, 117 — неактивными (показатель активности — 77,2 %, в 1999 году было 77,0 %). Из 396 активных жителей работали 368 человек (196 мужчин и 172 женщины), безработных было 28 (15 мужчин и 13 женщин). Среди 117 неактивных 48 человек были учениками или студентами, 48 — пенсионерами, 21 были неактивными по другим причинам.